# Schloss Fischhorn
Schloss Fischhorn ist ein Schloss in der Salzburger Gemeinde Bruck an der Großglocknerstraße im Pinzgau. Es liegt auf einem Hügel an der Ortsgrenze zu Zell am See und überblickt in westlicher Richtung das Salzachtal und den Oberpinzgau.
Das Schloss befindet sich in Privatbesitz und ist öffentlich nicht zugänglich.

## Architektur
Seit einem Umbau in der zweiten Hälfte des 19. Jahrhunderts durch Friedrich Schmidt bestand die Architektur des Schlosses im Wesentlichen aus neugotischen Elementen wie Steildächern, Erkern und doppelten Spitzbogenfenstern. Bei der Errichtung und Erneuerung des Mauerwerks waren überwiegend Granit und Tuffstein eingesetzt worden. Die Architektur des 19. Jahrhunderts fiel jedoch 1920 einem Großbrand zum Opfer und wurde danach nur in einer wesentlich schlichteren Form wiederhergestellt. So fehlen heute Erker weitgehend (bis auf jenen der Schlosskapelle) und die Mehrzahl der Fenster ist in einer einfachen, rechteckigen Form ausgeführt. 
Das Gebäude selbst besteht aus mehreren Flügeln. Drei davon zweigen von einem zentralen Bergfried, dem höchsten der Türme, in Richtung Westen, Süden und Osten ab. Der Ostflügel beherbergt u. a. eine Schlosskapelle und von ihm zweigt ein vierter Flügel Richtung Süden ab, welcher zu einem Rundturm führt.
Im Zentrum des Schlosses befindet sich ein von drei Seiten umgebener Innenhof, der nach Süden von einer hohen Mauer begrenzt ist. Der Zutritt erfolgt von Westen durch den Torbau. Ein weiterer kleinerer Hof ist mit dem zentralen Hof durch einen Durchgang verbunden.
Bemerkenswert ist das neugotische Haupttreppenhaus aus der Zeit des großen Umbaus im 19. Jahrhundert, welches lange Zeit stark beschädigt teils unter Holzvertäfelungen versteckt lag und erst nach 2000 mit großem Aufwand wiederhergestellt wurde. Es verbindet mehrere Geschoße und besteht je Etage aus einer dreiläufigen U-Treppe mit zwei Viertelpodesten. Das Treppenhaus weist Spitzbogengewölbe auf, die von Granitsäulen mit neugotischen Säulenbasen und Kapitellen getragen werden. Zusätzlich zur Haupttreppe gibt es eine über alle Etagen führende Wendeltreppe.

## Geschichte

### Mittelalter
Ein erster befestigter Bau dürfte an dieser Stelle um 1200 entstanden sein, 1227 wurde die damalige Burg erstmals urkundlich mit dem Namen Vischarn erwähnt. Der Name Vischarn geht vermutlich zurück auf eine dort zu jener Zeit bestehende, natürliche Sperre (Arn) des Abflusses aus dem Zeller See (welcher damals wahrscheinlich bis nahe an die Burg heranreichte) in die Salzach, die den Fischfang an diesem Ort begünstigte.
Wer die ursprüngliche Burg errichtet hat, ist nicht überliefert. Anfangs gehörte sie vermutlich den Herren von Goldegg, einem Adelsgeschlecht aus Goldegg im Pongau. Andere Quellen berichten hingegen davon, dass die Goldegger die Burg nur zu Lehen hatten und Eigentümer das Kloster Baumburg in Oberbayern war.  Möglicherweise gelangte das Gut im Rahmen eines Verkaufs mehrerer Pinzgauer Güter durch Mathilde von Goldegg um 1216 an die Bischöfe von Chiemsee. Spätestens ab 1273 gilt deren Herrschaft über Fischhorn als gesichert, weil aus diesem Jahr eine von Bischof Heinrich von Chiemsee in Fischhorn ausgestellte Urkunde datiert. Die Burg diente daher sowohl als Residenz für die Bischöfe als auch der Unterbringung der Pflegschaft für die Pinzgauer Güter des Bistums Chiemsee.

### Frühe Neuzeit bis 18. Jahrhundert
1526 machten die Bauernaufstände auch vor dem Herrensitz Fischhorn nicht halt. Die Burg wurde geplündert und angezündet und erlitt dabei starke Beschädigungen. Die Rädelsführer wurden gehenkt und die Bauern mussten dem Chiemseer Bischof Ägidius Rehm Zahlungen für den Wiederaufbau leisten, der jedoch nicht vorankam. In der darauffolgenden Zeit kam es zu einem allmählichen Verfall und das Gebäude stand zeitweise leer. Ein Bericht über den baulichen Zustand der Burg aus dem Jahre 1602 spricht von einer „zerklobenen“ Ringmauer, von einem einsturzgefährdeten Wohnstock an der äußeren Ringmauer und von baufälligen Dächern.
Erst 1675, ein Jahr nach der Erklärung zur Hofmark, veranlasste Bischof Johann Franz von Preysing die Renovierung und Erweiterung des Gebäudes.

### 19. Jahrhundert
Mit der Säkularisation und der damit einhergehenden Auflösung des Bistums Chiemsee 1807 endete auch die Herrschaft der Chiemseer Bischöfe in Fischhorn und das Schloss wurde, ebenso wie alle anderen Güter des Bistums, verstaatlicht.
In der anschließenden Zeit, in welcher Salzburg noch dem Königreich Bayern angehörte, hatte das königliche bayrische Rentamt seinen Sitz im Schloss. Ab 1816, als Salzburg auf dem Wiener Kongress endgültig Österreich zugesprochen worden war, kam das kaiserlich-königliche Oberforstamt auf Schloss Fischhorn unter. Als dieses 1842 nach Schloss Rosenberg in Zell am See übersiedelt wurde, verblieben nur noch einige Forstwarte in Fischhorn.
Ab 1846 stand das Gebäude wiederum leer und verfiel zusehends, sodass es 1859 zu einer Versteigerung des Anwesens kam. Als neuer Eigentümer ging der Postmeister Anton Embacher von Taxenbach hervor, der es nach kurzer Zeit 1862 an die Fürstin Sophie von Löwenstein und deren Bruder, den Fürsten Johann II. von Liechtenstein, verkaufte.
Es folgten umfangreiche Sanierungs- und Umbauarbeiten im neugotischen Stil nach den Plänen des Wiener Dombaumeisters von St. Stephan, Friedrich von Schmidt, welcher den Salzburger Architekten Josef Wessicken mit der Ausführung beauftragte. Im Zuge dieser Arbeiten entstand auch das großzügige Wirtschaftsgebäude hinter dem Schlosshügel am Knappenbühelweg, wo heute die Gutsverwaltung ihren Sitz hat.
Die Wappen der beiden Geschlechter Löwenstein und Liechtenstein prangen noch heute über dem Schlosstor.

### 20. Jahrhundert

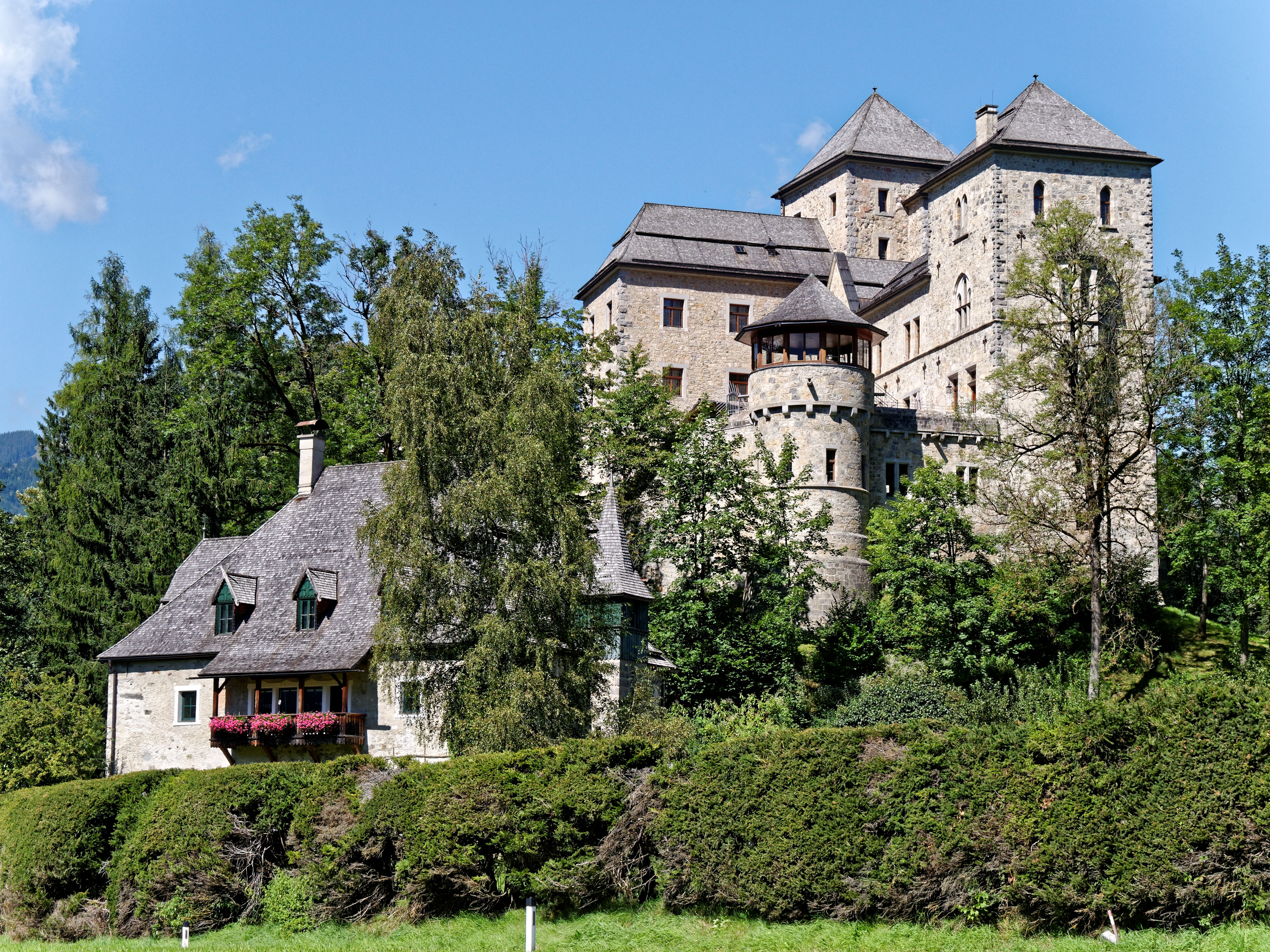
Blick von Südosten auf das Schloss

1918 erwarb der Bremer Großkaufmann Heinrich Gildemeister das Gut. Am 21. September 1920 zerstörte ein Brand große Teile des Schlosses. Heinrich Gildemeister ließ es von dem Bremer Architekten Karl Wolters in Anlehnung an die vor dem neugotischen Umbau bestehende, wesentlich schlichtere Architektur wiederherstellen. In der folgenden Zeit entstand in Fischhorn ein land- und forstwirtschaftlicher Großbetrieb, der bis heute besteht.
In der Zeit des Nationalsozialismus beschlagnahmten die Nationalsozialisten im Mai 1943 das Schloss und die umliegenden Gebäude. Fortan diente die Liegenschaft der SS als Remonteamt, als Reiterschule und spätestens ab 9. September 1944 auch als eines der 169 KZ-Außenlager des Konzentrationslagers Dachau mit 150 KZ-Häftlingen vorwiegend aus der Sowjetunion. Hier wurden auch Hitlers zahlreiche persönliche Briefe an seine ihm ergebenen Personen gelagert und später sichergestellt. Im Mai 1945 wurde Hermann Göring in Altenmarkt im Pongau von amerikanischen Soldaten gefangen genommen. Vom 7. bis 9. Mai 1945 wohnte Göring mit Frau Emmy und Tochter Edda noch im Schloss Fischhorn, danach wurde er nach Kitzbühel ins dortige Grand Hotel überstellt.

### 21. Jahrhundert
Bis zur Jahrtausendwende stand das Schloss leer. Nach 2000 begannen umfassende Bau- und Sanierungsmaßnahmen, die das Schloss bewohnbar machten. Es befindet sich heute in einem sehr guten Bauzustand und ist bewohnt.
Seit 2007 stellen die Eigentümer gelegentlich Teile des Schlosses für Veranstaltungen, etwa Ausstellungen, zur Verfügung.

## Besonderheiten
- Der Gendarmeriebeamte i. R. Herbert Gold aus Niedernsill (Salzburg) stellt in seinem Buch Das Bernsteinzimmer – Geheimtransport in den Pinzgau[5] die These auf, dass das von den Nationalsozialisten geraubte und bis heute verschwundene Bernsteinzimmer gegen Kriegsende, zusammen mit zahlreichen anderen Kunstgegenständen, nach Fischhorn transportiert worden sei. Dort soll es Golds Theorie zufolge bis heute versteckt liegen. Bisher kam es aber mangels Zustimmung der Eigentümer nicht zu Nachforschungen auf dem Gelände.
- Im August 2007 tauchte ein von den Nationalsozialisten in Polen geraubtes, kunstvolles Kruzifix in einem Sperrmüllcontainer in Zell am See auf. Es war – wie viele andere geraubte Kunstgegenstände – zunächst von den Nationalsozialisten in Fischhorn gelagert und dort nach dem Ende des Zweiten Weltkriegs vermutlich von privaten Schatzjägern geplündert worden. Das Kreuz hat einen geschätzten Wert von 400.000 Euro.[6]
- Im März 2007 stießen Bauarbeiter bei Grabungsarbeiten auf dem Schlossgelände auf die Reste einer alten römischen Siedlung aus dem ersten Jahrhundert vor Christus. Die Siedlung war höchstwahrscheinlich ein Handelsplatz für Warentransporte über den Alpenhauptkamm.[7]